# تيري إدواردز
تيري إدواردز (بالإنجليزية: Terry Edwards)‏ هو عازف ساكسفون بريطاني، ولد في 10 أغسطس 1960 في Hornchurch ‏ في المملكة المتحدة.

## وصلات خارجية
- الموقع الرسمي
- تيري إدواردز على موقع IMDb (الإنجليزية)
- تيري إدواردز على موقع ميوزك برينز (الإنجليزية)
- تيري إدواردز على موقع أول ميوزيك (الإنجليزية)
- تيري إدواردز على موقع ديسكوغز (الإنجليزية)